# Сетронија (Пенсилванија)
Сетронија (енгл. Cetronia) насељено је место без административног статуса у америчкој савезној држави Пенсилванија.

## Демографија
По попису из 2010. године број становника је 2.115.
| Група             | 2000.    | 2010.         |
| Белци             | 0 (0,0%) | 1.895 (89,6%) |
| Афроамериканци    | 0 (0,0%) | 51 (2,4%)     |
| Азијати           | 0 (0,0%) | 31 (1,5%)     |
| Хиспаноамериканци | 0 (0,0%) | 118 (5,6%)    |
| Укупно            | 0        | 2.115         |